# Killdeerplevier
De killdeerplevier (Charadrius vociferus) is een waadvogel uit de familie van de plevieren (Charadriidae).

## Verspreiding en leefgebied
Deze soort komt voor van Alaska en Midden-Canada tot Peru en telt drie ondersoorten:
- C. v. vociferus: Canada, Verenigde Staten en Mexico.
- C. v. ternominatus:  Bahama's en  Grote Antillen.
- C. v. peruvianus: van westelijk Ecuador tot noordwestelijk Chili.

## Voorkomen in Nederland
De killdeerplevier is een zeldzame dwaalgast in West-Europa, die slechts één keer in Nederland is waargenomen. In 2005 zat er enkele dagen een vogel in de Rottige Meente op de grens van Friesland en Overijssel.

## Status
De grootte van de populatie is in 2006 geschat op één miljoen individuen. Op de Rode lijst van de IUCN heeft deze soort de status niet bedreigd.